# His Stolen Fortune
His Stolen Fortune è un cortometraggio muto del 1914. Il nome del regista non viene riportato.

## Trama
Un ricco giovanotto viene messo alla prova quando una lettera lo informa che la sua fortuna gli è stata rubata da un povero inventore.

## Produzione
Il film fu prodotto dalla Essanay Film Manufacturing Company.

## Distribuzione
Distribuito dalla General Film Company, il film - un cortometraggio di due bobine - uscì nelle sale cinematografiche statunitensi il 17 luglio 1914. Ne venne fatta una riedizione che fu distribuita il 26 agosto 1916.